# Billitzer Izsák
Billitzer Izsák (Hunfalu, 1801 – Nagyida, 1887) nagyidai rabbi.

## Élete
Münz Mózes óbudai főrabbinak és Frankl Izsák nagykárolyi rabbinak tanítványa volt. 1834-től haláláig ötvenhárom éven át viselte rabbi állását. Utóda, Adler Sándor rabbi adta ki agadikus művét Beér Jicchok címen (Paks, 1898).